# Lijst van voetbalinterlands Mozambique - Rwanda
Deze lijst van voetbalinterlands is een overzicht van alle officiële voetbalwedstrijden tussen de nationale teams van Mozambique en Rwanda. De Afrikaanse landen speelden tot op heden zes keer tegen elkaar. De eerste ontmoeting, een kwalificatiewedstrijd voor de Afrika Cup 2017, werd gespeeld in Maputo op 14 juni 2015. Het laatste duel, een kwalificatiewedstrijd voor de Afrika Cup 2023, vond plaats op 18 juni 2023 in Butare.

## Wedstrijden
| № | Plaats       | Datum            | Competitie                   | Wedstrijd           | Uitslag |
| - | ------------ | ---------------- | ---------------------------- | ------------------- | ------- |
| 1 | Maputo       | 14 juni 2015     | Afrika Cup 2017 kwalificatie | Mozambique − Rwanda | 0 − 1   |
| 2 | Kigali       | 4 juni 2016      | Afrika Cup 2017 kwalificatie | Rwanda − Mozambique | 2 − 3   |
| 3 | Maputo       | 14 november 2019 | Afrika Cup 2021 kwalificatie | Mozambique − Rwanda | 2 − 0   |
| 4 | Kigali       | 24 maart 2021    | Afrika Cup 2021 kwalificatie | Rwanda − Mozambique | 1 − 0   |
| 5 | Johannesburg | 2 juni 2022      | Afrika Cup 2023 kwalificatie | Mozambique − Rwanda | 1 − 1   |
| 6 | Butare       | 18 juni 2023     | Afrika Cup 2023 kwalificatie | Rwanda − Mozambique | 0 − 2   |

## Samenvatting
| Competitie              | Totaal gespeeld | Winst Mozambique | Gelijk | Winst Rwanda | Doelsaldo Mozambique – Rwanda |
| ----------------------- | --------------- | ---------------- | ------ | ------------ | ----------------------------- |
| Afrika Cup-kwalificatie | 6               | 3                | 1      | 2            | 8 − 5                         |
| Totaal                  | 6               | 3                | 1      | 2            | 8 − 5                         |

FMF · 
A-internationals · 
Mozambikaans vrouwenelftal
1970 – 1979 · 
1980 – 1989 · 
1990 – 1999 · 
2000 – 2009 · 
2010 – 2019 ·
2020 − 2029
Afrika Cup 1986 · 
Afrika Cup 1996 · 
Afrika Cup 1998 · 
Afrika Cup 2010
Algerije ·
Angola ·
Benin ·
Botswana ·
Burkina Faso ·
Centraal-Afrikaanse Republiek ·
Comoren ·
Congo-Brazzaville ·
Congo-Kinshasa ·
Egypte ·
Eritrea ·
Ethiopië ·
Gabon ·
Ghana ·
Guinee ·
Guinee-Bissau ·
Ivoorkust ·
Kaapverdië ·
Kameroen ·
Kenia ·
Lesotho ·
Libië ·
Madagaskar ·
Malawi ·
Mali ·
Marokko ·
Mauritanië ·
Mauritius ·
Namibië ·
Niger ·
Nigeria ·
Oeganda ·
Oman ·
Portugal ·
Rwanda ·
Senegal ·
Seychellen ·
Soedan ·
Somalië ·
Swaziland ·
Tanzania ·
Togo ·
Tunesië ·
Vietnam ·
Zambia ·
Zimbabwe ·
Zuid-Afrika ·
Zuid-Soedan
FERWAFA · Rwandees vrouwenelftal
1976 – 1989 · 
1990 – 1999 · 
2000 – 2009 · 
2010 – 2019 ·
2020 − 2029
Algerije ·
Angola ·
Benin ·
Botswana ·
Burundi ·
Centraal-Afrikaanse Republiek ·
Congo-Brazzaville ·
Congo-Kinshasa ·
Djibouti ·
Egypte ·
Equatoriaal-Guinea ·
Eritrea ·
Ethiopië ·
Gabon ·
Ghana ·
Guinee ·
Ivoorkust ·
Kaapverdië ·
Kameroen ·
Kenia ·
Lesotho ·
Liberia ·
Libië ·
Madagaskar ·
Malawi ·
Mali ·
Marokko ·
Mauritanië ·
Mauritius ·
Mozambique ·
Namibië ·
Nigeria ·
Oeganda ·
Senegal ·
Seychellen ·
Soedan ·
Somalië ·
Tanzania ·
Togo ·
Tunesië ·
Zambia ·
Zimbabwe ·
Zuid-Afrika ·
Zuid-Soedan